# Thionia ohausi
Thionia ohausi är en insektsart som beskrevs av Schmidt 1910. Thionia ohausi ingår i släktet Thionia och familjen sköldstritar. Inga underarter finns listade i Catalogue of Life.